# Martín Varini
Martín Varini Di Zioli (ur. 2 sierpnia 1991 w Montevideo) – urugwajski piłkarz pochodzenia włoskiego występujący na pozycji środkowego obrońcy, trener piłkarski, od 2025 roku prowadzi meksykański Juárez.